# عبد الرحمن بن أحمد البهكلي
عبد الرحمن بن أحمد البهكلي (1182 هـ – 1248 هـ/1768م –1832م) في صبيا في المخلاف السليماني عاش في عهد دولة حمود أبو مسمار.

## نشأته
هو عبد الرحمن بن أحمد بن الحسن بن علي البهكلي من قبيلة البهاكلة ولد في مدينة صبيا عام 1182 هـ ونشأ في كنف والده قاضي صبيا وكانت نشأته في أسرة علم وآدب وحفظ القرآن الكريم والحديث وعرف بذكائه وحبه للعلم.

## طلبه للعلم
تعلم على يد أحمد بن عبد الله الضمدي في المخلاف السليماني وذهب الى اليمن واخذ العلم من علمائها ولازم المشايخ من أبرزهم القاضي محمد بن علي الشوكاني واتقن جميع العلوم الشرعية تميز في علوم تفسير القرآن الكريم وعلوم الحديث الشريف رواية ودراية. وتولى القضاء باختيار وتزكية من الشوكاني. ذهب الى أداء الحج في مكة المكرمة والتقى بمشايخ الدعوة الإصلاحية في نجد ومنهم أحد أبناء الامام عبد العزيز بن محمد آل سعود والشيخ عبد الله بن محمد بن عبد الوهاب.

## مؤلفاته وآثاره العلمية
- كتاب نفح العود في دولة الشريف حمود، ذكر فيه الحوادث بتهامة اليمن إلى سنة 1225 هـ [3]
- كتاب تيسير اليسرى شرح المجتبى من السنن الكبرى
- كتاب مرقاة الثقاة
- كتاب رسالة في علم الاشتقاق
- كتاب في المعاني والبيان
- كتاب درر النفائس تقريض بهجة المجالس

## وفاته
توفي سنة 1248 هـ عن عمر يناهز 66 سنة.